# 普拉萨克
普拉萨克（法語：Plassac，法語發音：[plasak]）是法国吉伦特省的一个市镇，属于布莱区。

## 地理
普拉萨克（45°6'13"N, 0°38'49"W）面积7.12 平方千米，位于法国新阿基坦大区吉倫特省，该省份为法国西南部沿海省份，是法國本土面积最大的省，北起滨海夏朗德省，西临大西洋，南至朗德省，东南接洛特-加龍省，东临多爾多涅省。
与普拉萨克接壤的市镇（或旧市镇、城区）包括：布莱、维勒讷沃、阿尔桑、贝尔松、卡尔、拉马克、圣西耶德卡内斯、苏桑。
普拉萨克的时区为UTC+01:00、UTC+02:00（夏令时）。

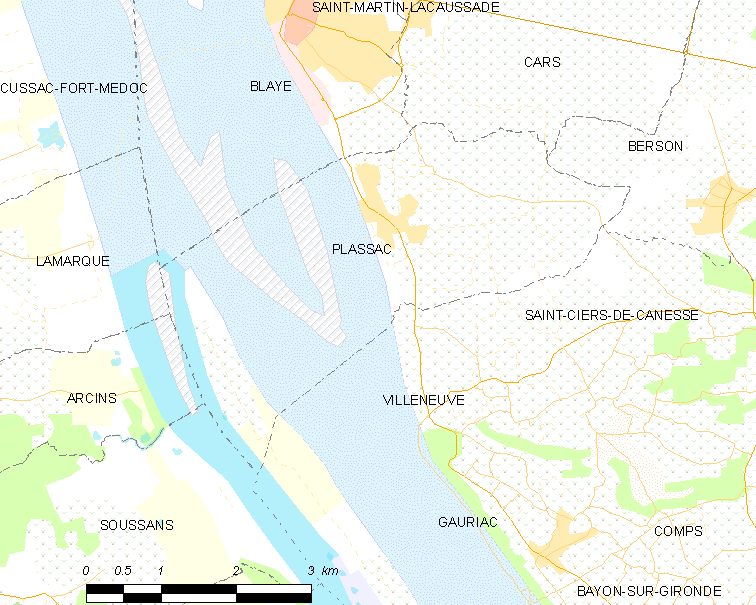
普拉萨克的OSM定位图

## 行政
普拉萨克的邮政编码为33390，INSEE市镇编码为33325。

## 政治
普拉萨克所属的省级选区为河口县。

## 人口

1962-2008年间普拉萨克人口变化图示

普拉萨克于2022年1月1日时的人口数量为942人。